# Tetrix sipingensis
Tetrix sipingensis är en insektsart som beskrevs av Hao, L. Wang och Bingzhong Ren 2006. Tetrix sipingensis ingår i släktet Tetrix och familjen torngräshoppor. Inga underarter finns listade i Catalogue of Life.